# Heinrich van Kann

Heinrich van Kann, um 1900

Heinrich van Kann (* 1. August 1861 in Aachen; † 26. August 1941 in Haaren) war ein deutscher Architekt und preußischer Baubeamter.
Nach dem Abitur an der Aachener Provinzialgewerbeschule studierte Heinrich van Kann von 1877 bis 1881 im Hochbaufach an der Technischen Hochschule Aachen. Anschließend bildete er sich in der gotischen Formensprache weiter. Einer seiner Lehrmeister war August Hartel in Leipzig. Später wurde er engster Mitarbeiter bei Georg Frentzen in Aachen und half bei der Neugestaltung der Aachener Rathaustürme nach dem Rathausbrand von 1883. Von 1887 bis 1889 arbeitete er als Assistent des Aachener Stadtbaumeisters Joseph Laurent.
Als 1890 für den Landkreis Aachen ein Kreisbauamt gegründet wurde, übernahm van Kann die technische Leitung im Rang eines Kreisbaumeisters, war daneben aber weiterhin als freiberuflicher Architekt tätig und entwarf u. a. mehrere große Kirchenbauten. Der Zeit entsprechend favorisierte er den Baustil der Neugotik, setzte aber auch Bauten in Neubarock um. Unmittelbar nach dem Ersten Weltkrieg regte er ein Wohnungsbauprogramm an, um die Wohnungsnot zu lindern. Unter seiner Leitung wurden daraufhin über 400 Wohnungen gebaut.
Heinrich van Kann war mit Maria Louise geb. Philippy verheiratet, der Tochter des damaligen Bürgermeisters von Haaren. Im Dezember 1923 trat er wegen eines Augenleidens in den vorzeitigen Ruhestand, zuletzt führte er den Titel Kreisbaurat. Sein Sohn Hans van Kann (1890–1980) folgte ihm im Amt nach.

## Bauwerke
Liste der wichtigsten Bauten, die nach Entwürfen von van Kann entstanden
- 1889–1891: Pfarrkirche St. Peter in Bockert
- 1889–1892: Pfarrkirche St. Germanus in Haaren
- 1899–1900: Pfarrkirche St. Peter und Paul in Kesternich
- 1891: Steinkreuz auf dem Haarberg
- 1891: Kreispflegehaus in Eschweiler
- 1900: St.-Antonius-Kloster in Würselen
- 1900: Pfarrkirche Zum Heiligsten Herzen Jesu in Münsterbusch
- 1901: Krankenhaus in Forst
- 1904: Kirchturm der Pfarrkirche St. Severin in Eilendorf
- 1904–1905: Altes Rathaus in Würselen
- 1906–1908: Erweiterung der Pfarrkirche St. Sebastian in Würselen
- 1912: Pfarrhaus zur Pfarrkirche St. Gertrud in Herzogenrath-Afden
- 1913–1914: Pfarrkirche Mariä Himmelfahrt in Herzogenrath
- 1913–1914: Barbarakapelle in Mausbach-Krewinkel
- 1914–1917: Pfarrkirche St. Peter und Paul in Bardenberg
- 1923: Feuerwehrhaus in Würselen

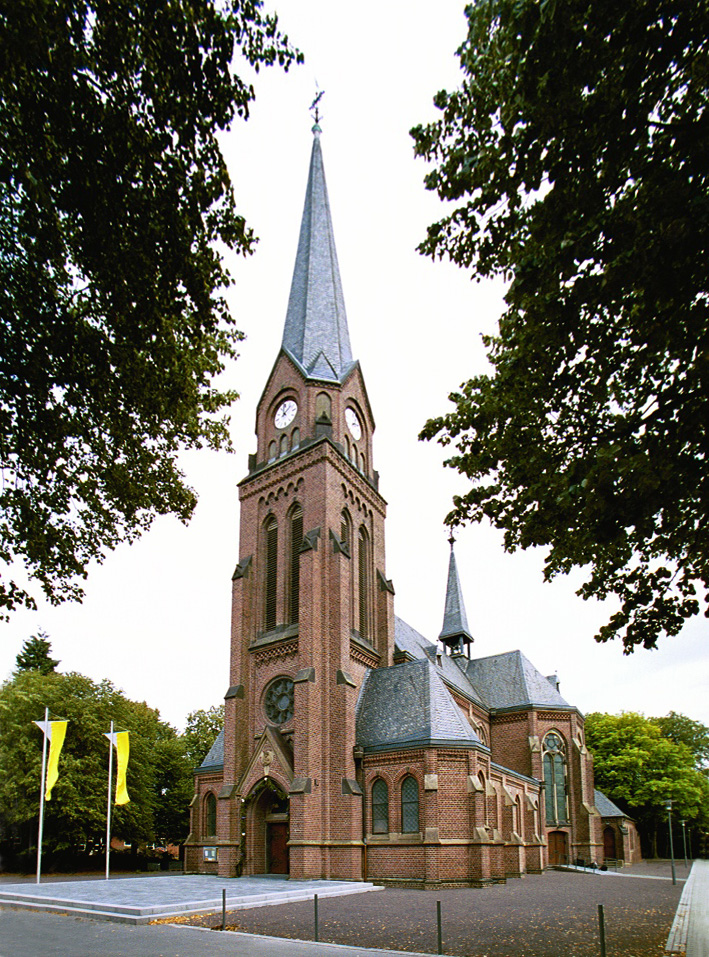
kath. Pfarrkirche St. Peter in Viersen-Bockert
kath. Pfarrkirche St. Germanus in Haaren
Steinkreuz auf dem Haarberg, Haaren
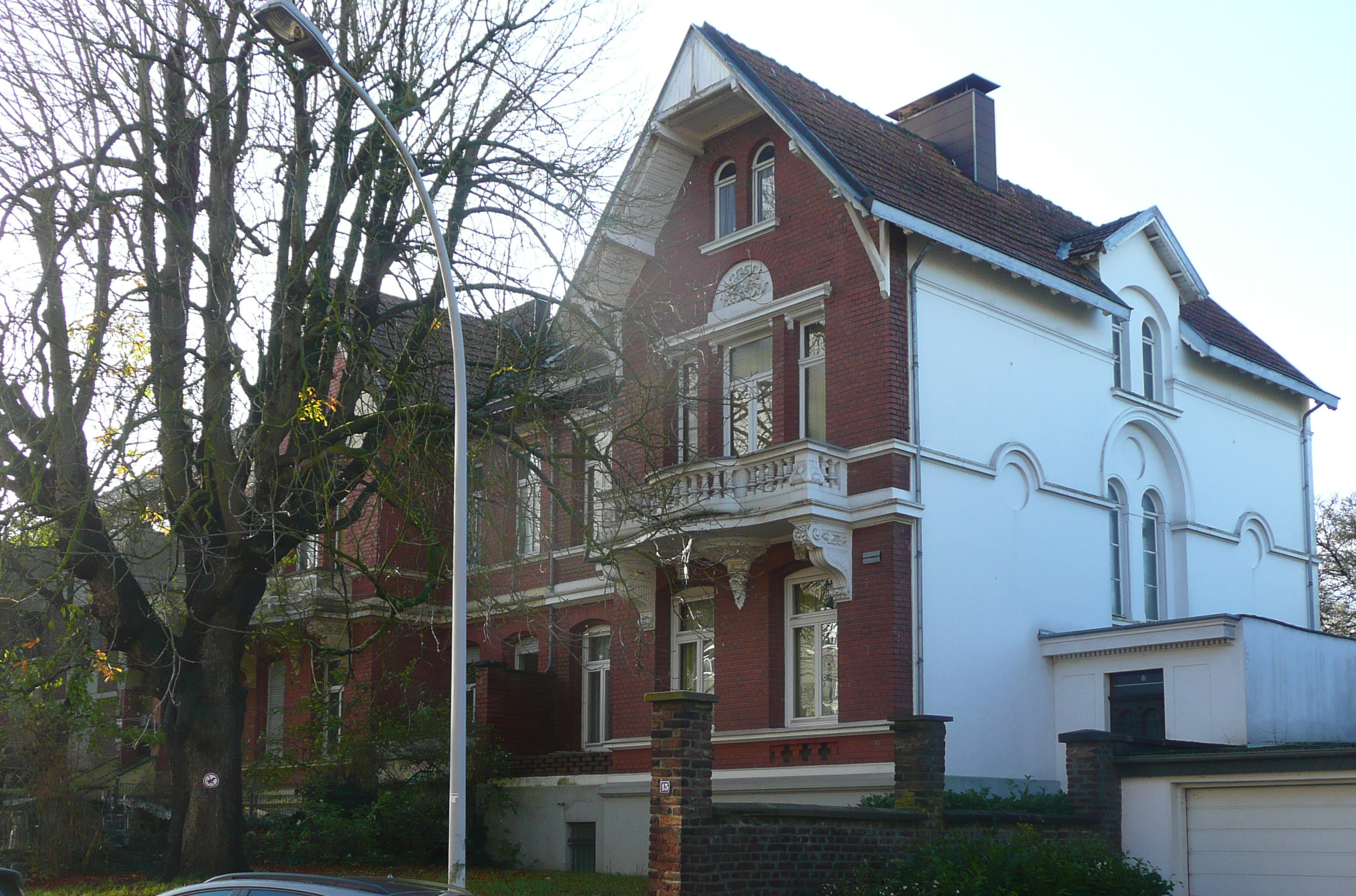
Eigenes Wohnhaus in Haaren
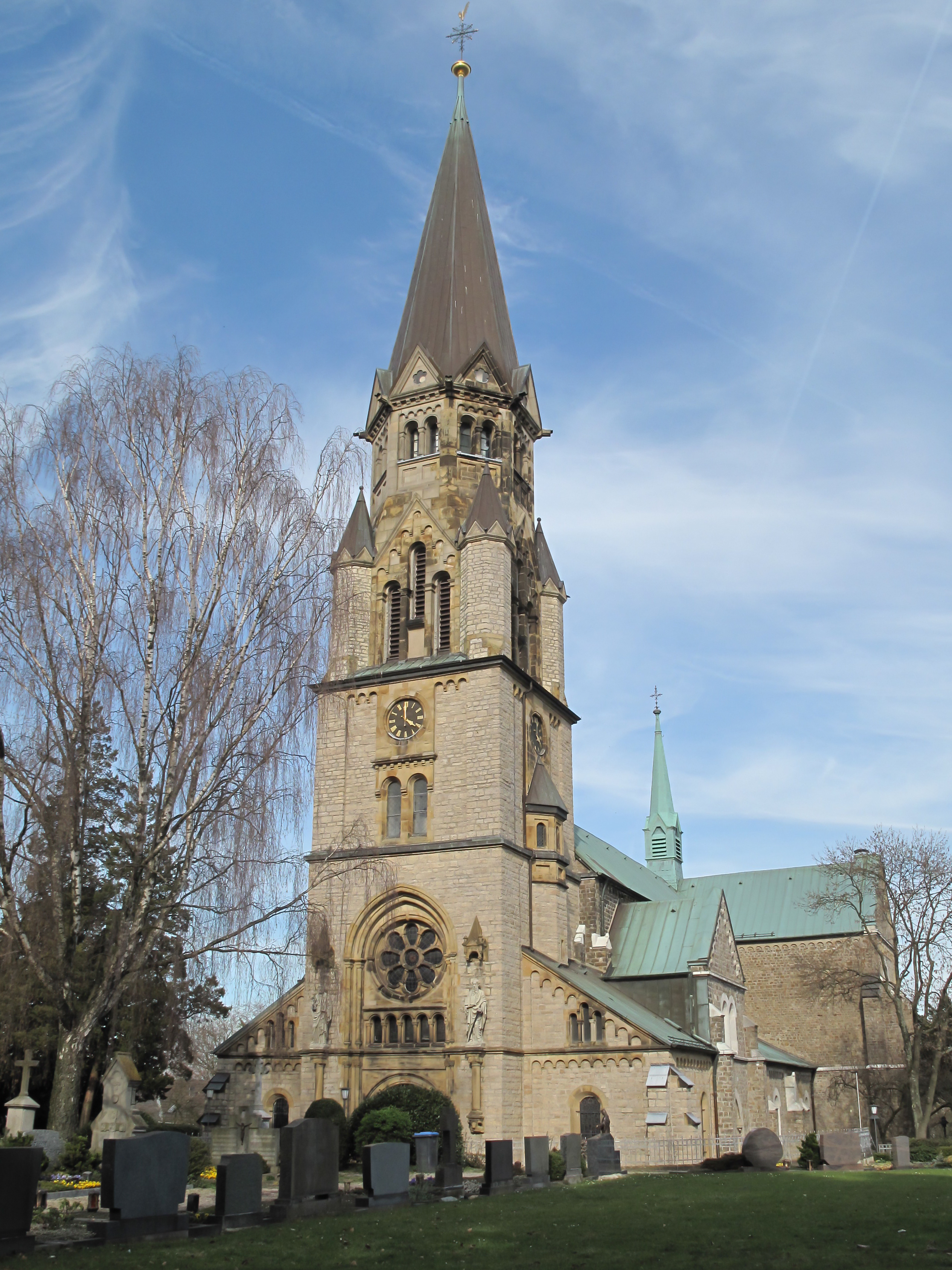
Turm der Kirche St. Severin in Eilendorf
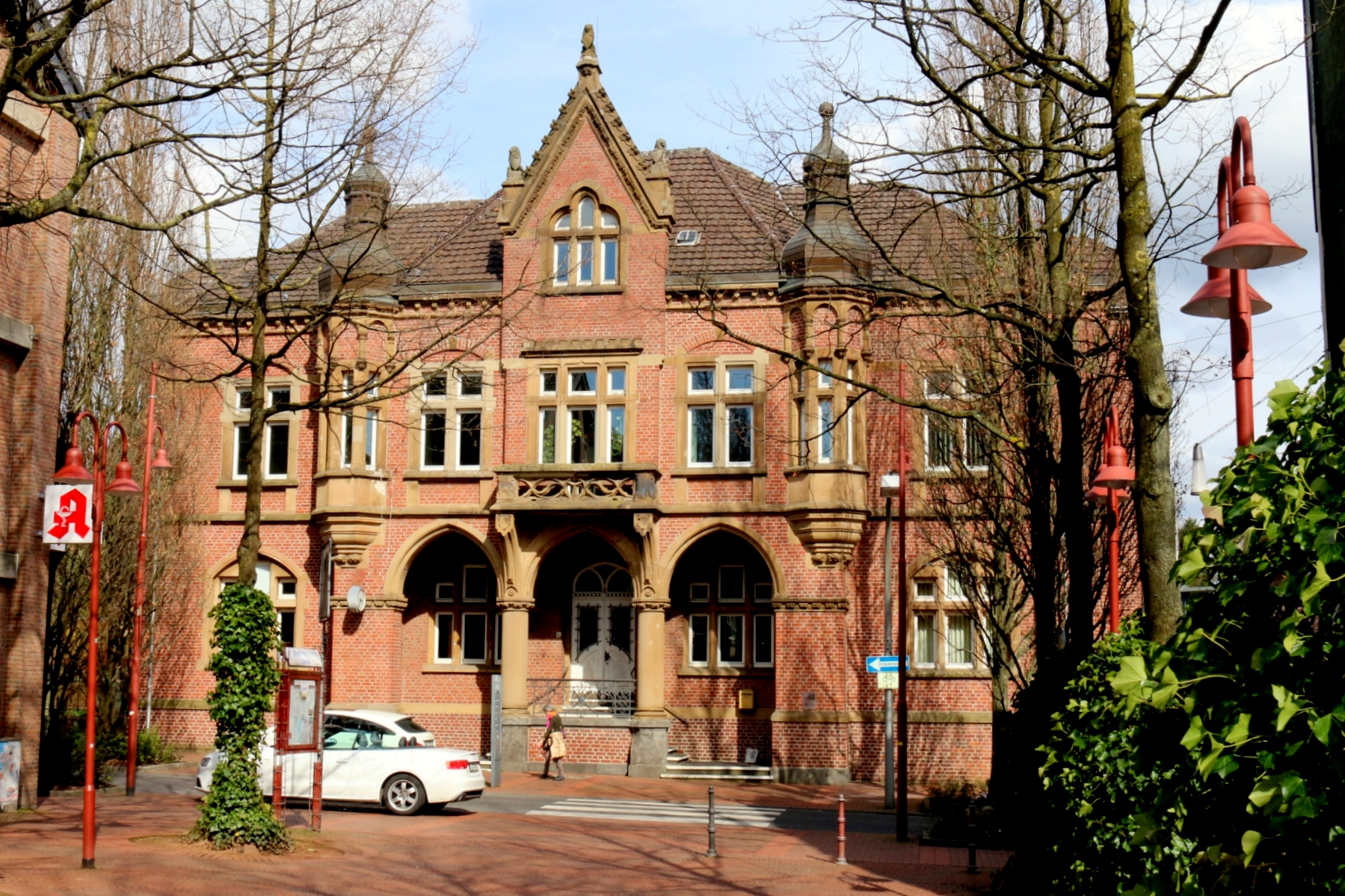
Altes Rathaus in Würselen
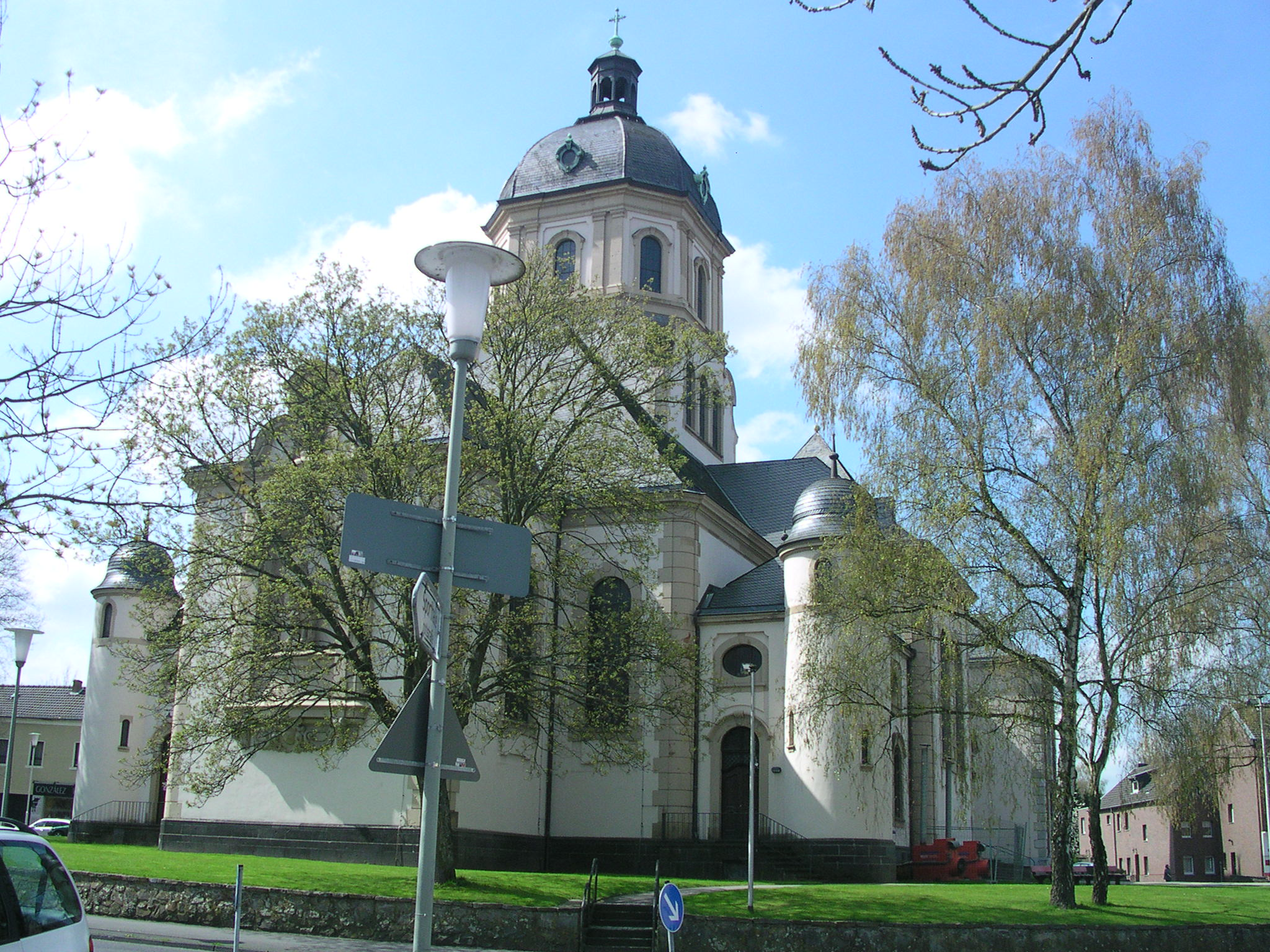
Ausbau der Kirche St. Sebastian in Würselen
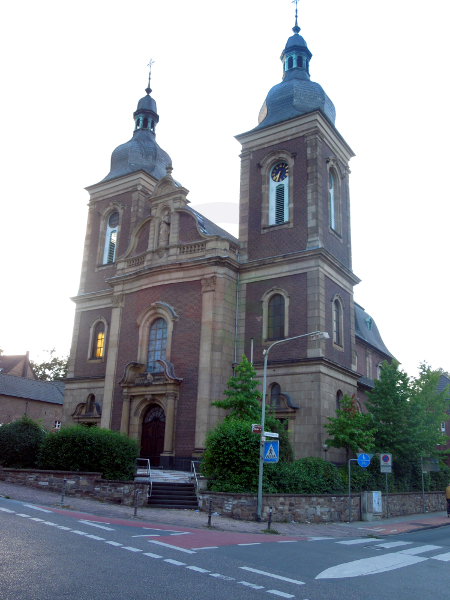
kath. Pfarrkirche St. Mariä Himmelfahrt in Herzogenrath
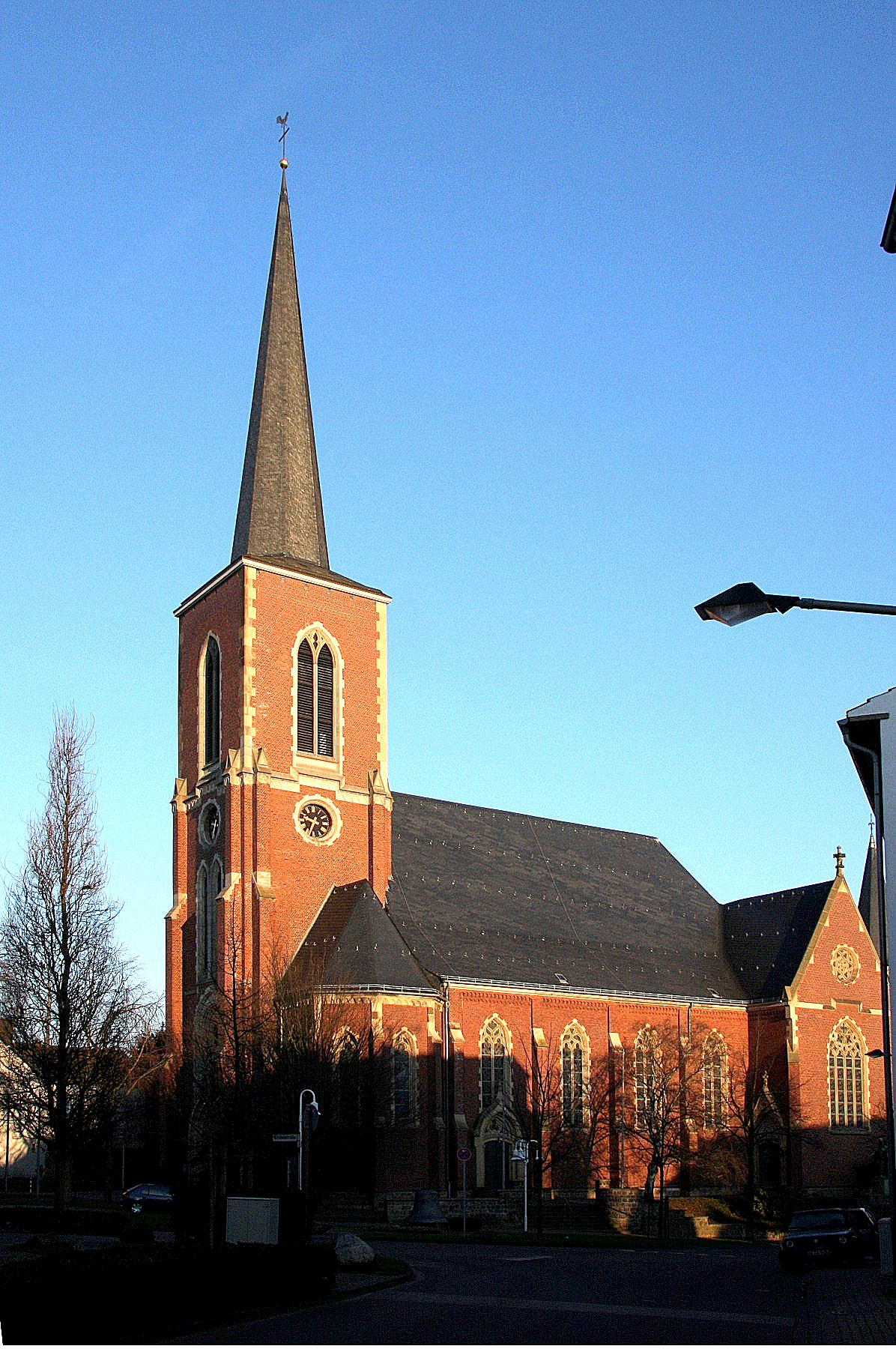
kath. Pfarrkirche St. Peter und Paul in Bardenberg
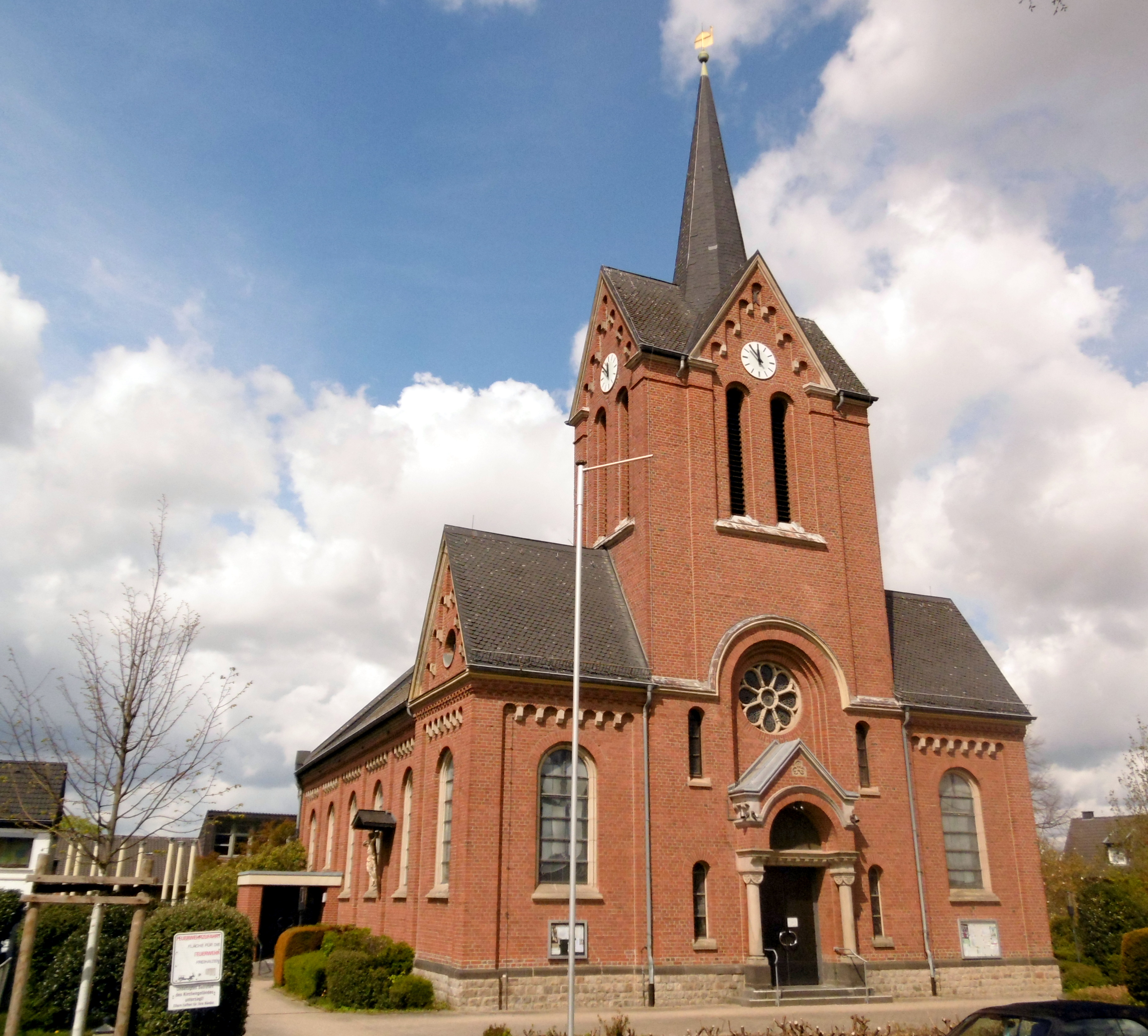
Pfarrkirche Herz-Jesu in Münsterbusch
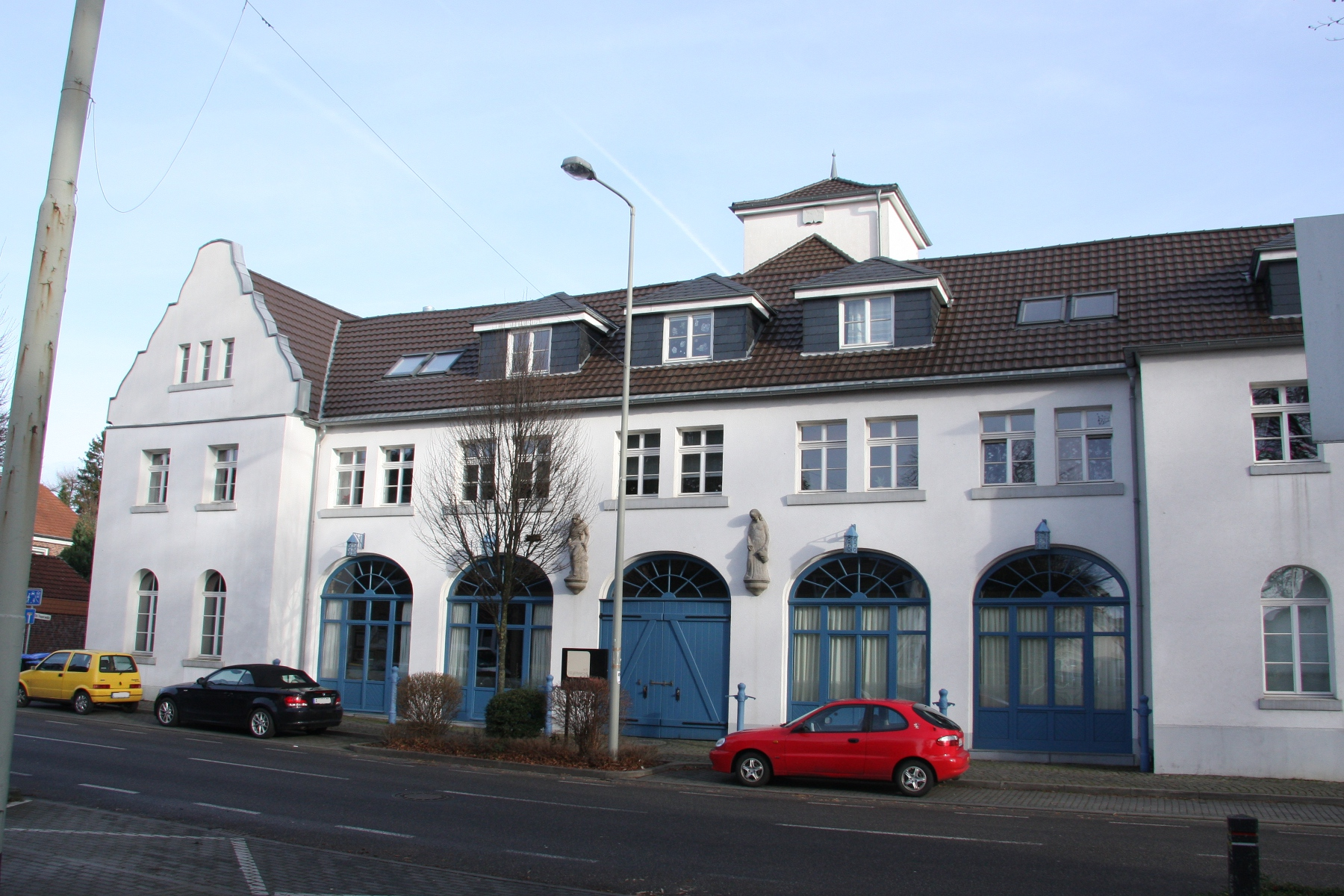
Kreisfeuerwehrhaus in Würselen